# Giuseppe De Martino (calciatore)
Giuseppe De Martino (Orta Nova, 7 febbraio 1963) è un ex calciatore italiano, di ruolo attaccante.

## Carriera
Cresce calcisticamente nel vivaio del Bari, con cui esordisce in prima squadra in Serie B nella stagione 1982-1983, quando totalizza 25 presenze e 5 reti, senza tuttavia riuscire ad evitare l'ultimo posto finale. Resta coi galletti (sia pur con sole 10 presenze ed una rete) anche nella vittoriosa stagione 1983-1984, chiusa con l'immediato ritorno fra i cadetti.
Nell'estate 1984 passa al Pescara, sempre in B, dove resta due stagioni nelle quali va a segno con regolarità (18 reti complessive, di cui 11 nel solo campionato 1984-1985). Viene quindi ingaggiato dal Brescia, neopromosso in Serie A, ma in Lombardia non riesce ad imporsi da titolare ottenendo sole 13 presenze all'attivo (esordio in occasione della sconfitta interna contro il Napoli del 14 settembre 1986) senza mai andare a segno.
Nella sessione autunnale del calciomercato 1987 passa all'Ancona, contribuendo con 5 reti in 19 partite alla vittoria del campionato di C1. Coi dorici disputa quindi due campionati in B, poi scende in C1 trasferendosi all'Empoli, dove resta una sola stagione. Chiude la carriera dopo tre annate in C1 con la Sambenedettese.
In carriera ha totalizzato complessivamente 13 presenze in Serie A e 144 presenze e 32 reti in Serie B.

## Palmarès

### Competizioni nazionali
- Campionato italiano Serie C1: 2

Bari: 1983-1984 (girone B)
Ancona: 1987-1988 (girone A)
- Coppa Italia Serie C: 1

Sambenedettese: 1991-1992